# Josh Onomah
Joshua Oghenetega Peter Onomah (Enfield, Inglaterra, 27 de abril de 1997) es un futbolista británico. Juega de centrocampista y su equipo es el Blackpool F. C. de la League One.

## Clubes
| Club                               | País       | Año       |
| ---------------------------------- | ---------- | --------- |
| Tottenham Hotspur F. C.            | Inglaterra | 2015-2019 |
| Aston Villa F. C. (cedido)         | Inglaterra | 2017-2018 |
| Sheffield Wednesday F. C. (cedido) | Inglaterra | 2018-2019 |
| Fulham F. C.                       | Inglaterra | 2019-2023 |
| Preston North End F. C.            | Inglaterra | 2023      |
| Blackpool F. C.                    | Inglaterra | 2024-     |

## Palmarés

### Títulos nacionales
| Título           | Club         | País       | Año  |
| ---------------- | ------------ | ---------- | ---- |
| EFL Championship | Fulham F. C. | Inglaterra | 2022 |

### Títulos internacionales
| Título         | Club (*)          | País          | Año  |
| -------------- | ----------------- | ------------- | ---- |
| Europeo sub-17 | Inglaterra sub-17 | Malta         | 2014 |
| Mundial sub-20 | Inglaterra sub-20 | Corea del Sur | 2017 |

(*) Incluyendo la selección.